# 줄리어스 예고
줄리어스 키플라가트 예고(영어: Julius Kiplagat Yego, 1989년 1월 4일~)는 케냐의 육상 선수로 주 종목은 창던지기이다. 창던지기 방법을 촬영한 유튜브 영상을 보며 경기를 배웠기 때문에 "미스터 유튜브(Mr. YouTube)"라는 별명으로도 잘 알려져 있으며, 현재 남자 창던지기 아프리카 기록과 코먼웰스 기록을 보유하고 있다. 
2009년부터 케냐 창던지기 국가대표 선수로 활동하기 시작하면서, 올아프리카 게임과 아프리카 선수권 대회 등 아프리카 국가대항전에서 대부분 우승을 차지했다. 2013년 세계 선수권 대회에서 전체 4위에 오르면서 주목을 받기 시작했고, 2014년 코먼웰스 게임에서 금메달을 획득하면서 육상 필드 종목에서 코먼웰스 게임 메달을 획득한 최초의 케냐 선수가 되었다. 2015년 세계 선수권 대회에서 금메달을 획득하면서 세계 육상 선수권 대회 필드 종목 금메달을 획득한 최초의 케냐 선수가 되었고, 2016년 하계 올림픽에서 은메달을 획득했다.